# Anakonda (film)
Anakonda je brazilsko-ameriška pustolovska grozljivka iz leta 1997, delo perujskega režiserja Luisa Lloseja. V njem igrajo Jennifer Lopez, Ice Cube, Jon Voight in Eric Stoltz. Zgodba govori o filmski ekipi, ki med snemanjem dokumentarca postanejo talci lovca na kače. Ta želi uloviti legendarno anakondo velikanko, ki se nahaja amazonskem deževnem gozdu.  
Čeprav je film prejel predvsem negativne odzive kritikov, je zaslužil veliko denarja. Filmu je sledilo še več nadaljevanj. 

## Vsebina
Med snemanjem dokumentarca o davno izgubljenem indijanskem plemenu Shirishami na Amazonki, režiserka Terri Flores (Jennifer Lopez) in člani njene ekipe - vključno s snemalcem Dannyem Richem (Ice Cube), producentko Denise Kalberg (Kari Wuhrer), njenim fantom in strokovnjakom za zvok Garyem Dixonom (Owen Wilson), pripovedovalcem Warrenom Westridgejem (Jonathan Hyde), profesorjem antropologom Stevenom Caleom (Eric Stolz) in kapitanom Mateom (Vincent Castellanos) - srečajo paragvajskega lovca na kače Paula Seroneja (Jon Woight) in mu pomagajo, saj tridi da ve kje se nahaja pleme, ki ga iščejo.
Večina posadke se v Seronejevi družbi počuti neprijetno. Ko kasneje poskuša Cale s potapljaško opremo odstraniti vrv iz ladijskega propelerja, ga v grlo piči osa in pade v nezavest. Takrat Serone prevzame nadzor nad ladjo in posadko. Ostalim takrat izda svoj pravi načrt, in sicer uloviti rekordno anakondo velikanko, ki ji že lep čas sledi.
Mateo je prvi član posadke, ki postane žrtev anakonde, ki je krožila okoli njega in mu zlomila vrat blizu ladje kjer se je ustrelil lovec (Danny Trejo) na začetku filma. Fotografija v časopisu pokaže, da so Serone, Mateo in neimenovan lovec, skupaj lovili živali, vključno s kačami. Medtem, ko ostali iščejo Matea, Gary sklene s Seronejem, da mu bo pomagal najti anakondo, če jih bo od tod spravil žive. Kasneje ponoči anakonda napade ladjo. Medtem ko poskuša Serone kačo ujeti, ta ubije in požre Garya, kar popolnoma zlomi Denise. Preživeli se Seroneju uprejo in ga zvežejo. Ko poskuša Denise ubiti Seroneja zaradi Garyeve smrti, jo ta z nogami zadavi in odvrže truplo v reko. Anakonda se vrne in ubije Westridga in nato napade še Dannya, vendar jo Terri ustreli v glavo. Osvobojen Serone napade Terri, vendar ga zamoti Cale, ki kmalu zatem spet izgubi zavest. Danny Seroneja udari in odvrže v reko.
Kasneje Serone ugrabi Terri in Dannya. Polije ju z opičjo krvjo ter ju uporabi za vabo druge, še večje anakonde. Anakonda se kmalu pojavi in se zvije okoli Terri in Dannya. Serone odvrže nanjo mrežo, vendar se kača osvobodi. Terri in Danny se razvežeta in v grozi gledata kako anakonda v celoti požre in pogoltne Seroneja. Terri odkrije gnezdo mladih anakond v stavbi, vendar ji pot prekriže anakonda, ki izpljune še vedno živega Seroneja. Terri anakondi pobegne, Danny pa ji prepiči rep s krampom. Danny nato zažgi anakondo živo in ta pade v vodo, kjer potone. Toda ta se kmalu vrne, zato jo Danny s sekiro potolče do smrti.
Potem se Terri in Danny ponovno združita z Ericom, ki je že prišel k zavesti. Med vožnjo po reki navzdol srečajo domorodce, ki so jih pravzaprav iskali. Spoznajo, da je Serone imel prav in začnejo s snemanjem dokumentarca, ko se film konča.

## Igralci
- Jennifer Lopez kot Terri Flores
- Ice Cube kot Danny Rich
- Eric Stoltz kot Steven Cale
- Jonathan Hyde kot Warren Westridge